# Yueosaurus
Yueosaurus tiantaiensis is een plantenetende ornithischische dinosauriër, behorend tot de groep van de Euornithopoda, die tijdens het Krijt leefde in het gebied van het huidige China.

## Vondst en naamgeving
In 1998 ontdekte Jiang Yangen tijdens de constructie van een autoweg naast een bierbrouwerij een skelet van een euornithopode in een steenklomp en borg die.
De typesoort Yueosaurus tiantaiensis werd in 2011/2012 benoemd en beschreven door Zheng Wenjie, Jin Xingsheng, Masateru Shibata, Yoichi Azuma en Yu Fangming. De geslachtsnaam is afgeleid van Yuè, een afgekorte naam voor de provincie Zhejiang waar de vondst gedaan werd. De soortaanduiding verwijst naar de herkomst uit het district Tiantai.
Het holotype, ZMNH M8620, is gevonden in een laag van de Liangtoutangformatie daterend uit het Aptien-Cenomanien. Het bestaat uit een gedeeltelijk skelet zonder schedel. Bewaard zijn gebleven: een reeks van zes achterste halswervels, de voorste vijf ruggenwervels, twee middelste ruggenwervels, ribben, de voorste negen staartwervels, chevrons, het rechterschouderblad, het linkeropperarmbeen, de linkerellepijp, het linkerspaakbeen, een schaambeen, een zitbeen, het rechterdijbeen, het rechterscheenbeen, het rechterkuitbeen en teenkootjes. Het skelet lag gedeeltelijk in verband in een steenklomp van een halve meter lang. Het betreft een jongvolwassen individu.

## Beschrijving
Yueosaurus is een kleine tweevoetige planteneter van anderhalf à twee meter lengte. 
De beschrijvers wisten enkele onderscheidende kenmerken vast te stellen. Sommige daarvan zijn autapomorfieën, unieke afgeleide eigenschappen. Het schouderblad is aan de voorste onderrand sterker verbreed dan aan de achterste onderrand, terwijl de rand van het bovenste uiteinde haaks staat op de schacht. Het schouderblad heeft een opvallende groeve in de onderrand. Het schouderblad heeft een groeve boven het schoudergewricht naast een verheffing.
Daarnaast is er een unieke combinatie van op zich niet unieke kenmerken. De parapofysen, de gewrichtsvlakken voor de nekribben, van de halswervels steken opvallend uit en zijn licht naar beneden gericht. De staartwervels hebben doornuitsteeksels die van voor naar achteren gemeten smal zijn. De onderkant van het kuitbeen is van voor naar achter samengedrukt en ligt direct tegen het scheenbeen aan.

## Fylogenie
Yueosaurus is door de beschrijvers basaal in de Euornithopoda geplaatst, zij het zonder exacte cladistische analyse. Het is de eerste basale euornithopode die uit Zuidoost-China bekend is. Later in 2012 werd geopperd dat het een lid zou zijn van de Jeholosauridae.